# Hans Guhr (General, 1868)
Hans Oswald Willy Guhr (* 1. April 1868 in Muskau; † 11. Oktober 1955 in Hamburg-Altona) war ein deutscher Generalmajor.

## Leben
Guhr war der Sohn eines preußischen Majors und dessen Ehefrau Anna, geborene von Schweinichen. Nach seiner Erziehung im elterlichen Hause sowie dem Besuch der Bürgerschule in Muskau und des Gymnasiums in Görlitz trat er am 6. September 1887 als Fahnenjunker in das 4. Thüringische Infanterie-Regiment Nr. 72 der Preußischen Armee ein. Bis Mitte Februar 1889 avancierte er zum Sekondeleutnant und war von Oktober 1893 bis Juni 1895 als Adjutant beim Landwehrbezirk Torgau kommandiert. Anschließend in das Füsilier-Regiment „von Steinmetz“ (Westpreußisches) Nr. 37 versetzt, stieg Guhr Ende Januar 1897 zum Premierleutnant auf. Am 22. März 1897 erfolgte seine Versetzung in das Infanterie-Regiment „Keith“ (1. Oberschlesisches) Nr. 22. Er avancierte am 24. April 1904 zum überzähligen Hauptmann und wurde Mitte September 1904 Chef der 6. Kompanie. Ab Mitte Juni 1906 war er für einen Monat zu Ausbildungszwecken zur Infanterie-Schießschule kommandiert und erhielt 1907 die Krone zum Roten Adlerorden IV. Klasse. Unter Beförderung zum überzähligen Major wurde Guhr am 8. Juli 1913 zum Stab des 4. Schlesischen Infanterie-Regiments Nr. 157 nach Brieg versetzt.
Mit Ausbruch des Ersten Weltkriegs kehrte Guhr am 3. August 1914 als Kommandeur des II. Bataillons zum Infanterie-Regiment „Keith“ (1. Oberschlesisches) Nr. 22 zurück. Ende Mai 1916 wurde er zur Deutschen Militärmission im Osmanischen Reich versetzt und reiste am 21. Juni 1916 von Berlin ab. Im Osmanischem Reich angekommen, übernahm er als osmanischer Oberstleutnant das Kommando über die 29. Division an der Kaukasusfront. 1916 erhielt er das Kommando über die 1. Division, die er bis Ende Oktober 1918 führte. In dieser Eigenschaft wurde er im Juli 1918 zum Oberst der Osmanischen Armee befördert. Für sein Wirken wurde Guhr im November 1917 mit dem Ritterkreuz des Königlichen Hausordens von Hohenzollern mit Schwertern ausgezeichnet. Von türkischer Seite erhielt er die Imtiaz- und Liakat-Medaille in Silber mit Säbeln, dem Osmanié-Orden II. Klasse und den Eisernen Halbmond.
Nach Kriegsende und Rückkehr nach Deutschland erfolgte zum 8. Februar 1919 die Rückversetzung in das 4. Schlesische Infanterie-Regiment Nr. 157. Mit Wirkung zum 1. Oktober 1919 wurde Guhr in die Reichswehr übernommen und dem Stab des Reichswehr-Infanterie-Regiments 15 zugeteilt. Am 1. Oktober 1920 erfolgte seine Ernennung zum Leiter der Verbindungsstelle Breslau der Heeres-Friedenskommission zur Interalliierten Militär-Kontrollkommission. In dieser Stellung erhielt er am 28. Dezember 1920 den Charakter als Oberst und am 1. Dezember 1925 mit Rangdienstalter vom 1. Oktober 1920 das Patent zu seinem Dienstgrad. Unter Verleihung des Charakters als Generalmajor erfolgte am 31. März 1927 seine Verabschiedung aus dem Militärdienst.
Als Generalmajor a. D. hielt Guhr während des Zweiten Weltkriegs bis 1943 Vorträge an verschiedenen Fronten.

## Schriften
- Als türkischer Divisionskommandeur in Kleinasien und Palästina. Mars Verlag, Berlin 1937; Neuauflage Helios-Verlag, Aachen 2018.
- Sieben Jahre interalliierte Militär-Kontrolle. Korn, Breslau 1927.
- mit Carl Siwinna: Geschichte des Infanterie-Regiments Keith 1. Oberschlesisches Nr. 22. Phönix Verlag, Kattowitz 1913.